# Topplerschlösschen
Das Topplerschlösschen ist ein kleiner spätmittelalterlicher Wohnturm im Taubertal bei Rothenburg ob der Tauber.

## Geschichte
Das Topplerschlösschen wurde vom Rothenburger Bürgermeister Heinrich Toppler im Jahr 1388 im Bautyp eines sogenannten Weiherhauses, einer Sonderform des Festen Hauses, als Sommerhaus errichtet. Heinrich Toppler war der bedeutendste Bürgermeister der freien Reichsstadt Rothenburg. Von 1373 bis 1407 hatte er dieses Amt mit Unterbrechungen inne. 1388 wurde er zu einem der vier Hauptleute des Schwäbischen Städtebundes gewählt. 1408 wurde er nach einer Intrige als angeblicher Hochverräter verhaftet und starb im Rathausverlies unter bis heute nicht eindeutig geklärten Umständen.
Eigentlich in der Stadt Rothenburg wohnend, hatte Toppler den Bauplatz für einen Landsitz von der Stadt erworben und zwischen 1388 und 1390 das kleine Wasserschlösschen darauf errichtet. Es diente nicht nur zu seinen Repräsentationszwecken, sondern laut dem Kaufvertrag für das Grundstück auch dem Schutz der Mühlen im Tal der Tauber. Nach seiner Ächtung fiel es an die Stadt Rothenburg. In der Folge gehörte es verschiedenen Rothenburger Familien, seit 1861 ist es im Besitz der Familie Boas, die es bis in die 1960er Jahre als Ferienhaus vermietete.

## Beschreibung

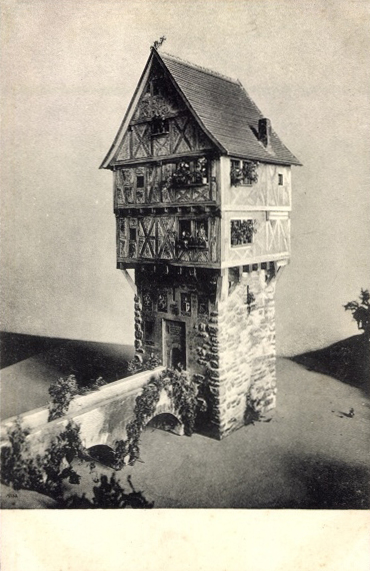
Modell des Schlösschens, hier auf einer historischen Postkarte

Den Unterbau des Schlösschens bildet ein turmartiger, zweigeschossiger Bruchsteinsockel von 5,4 m Durchmesser. Auf diesem sitzen zwei weit vorkragende Fachwerkobergeschosse mit steilem Satteldach. Kleine Herrenhäuser dieses Typus waren im Spätmittelalter häufig, sind jedoch äußerst selten erhalten. Das Gebäude stand ursprünglich in einem künstlichen Weiher mit einem größten Durchmesser von 55 m, der durch eine Quelle gespeist wurde. Bei Bedarf konnte das Wasser über die Fuchsmühle in den Mühlbach abgelassen werden. Über den heute trockenen Hausteich führte ursprünglich eine Zugbrücke, heute übernimmt ihre Funktion eine Steinbrücke aus dem 16. Jahrhundert. Davor lag eine ummauerte Vorburg. Zu der Anlage gehören noch ein Wohnhaus, ein Brunnen und ein Nebengebäude aus dem 18. Jh.
Das vollständig erhaltene Gebäude ist mit Möbeln aus dem 16. bis 19. Jahrhundert eingerichtet. Es kann besichtigt werden und gibt Einblicke in spätmittelalterliche bis frühneuzeitliche Lebensumstände.
Nach dem Vorbild des Topplerschlösschens ließ sich der Herzog von Sachsen-Altenburg Anfang des 20. Jahrhunderts als Rückzugsort den sogenannten Herzogsstuhl in seiner Jagdanlage Rieseneck erbauen.